# Полевое поведение
Полево́е поведе́ние — понятие, введённое Куртом Левином для обозначения совокупности импульсивных ответов на внешние стимулы (стимулы окружающей среды), характеризующееся низким уровнем произвольности (недостатком  самоконтроля) и преобладанием ориентации субъекта на ситуативно значимые объекты воспринимаемого окружения (в отличие от ориентации на принятую цель деятельности, то есть на такую цель, достижение которой связано с удовлетворением наличествующих у индивидуума внутренних потребностей и мотивов). Более того, Курт Левин вводит понятие квазипотребности, означающее намерение, которое появляется в определенной ситуации, а также которое обуславливает деятельность человека и стремится к разрядке и снижению уровня напряжения.  
Противоположным данному поведению является  волевое поведение, выраженное в целенаправленных ответах на внешние стимулы. 

## Анализ силовых полей
Анализ силовых полей, он же полевой анализ, анализ поля сил — прикладной инструмент для определения методов изменения той или иной ситуации, используемый в менеджменте и различных техниках личностного роста. Был введён Левиным как практический метод. Предполагается, что в стабильной ситуации силы, противодействующие изменению, уравновешены силами, действующими против них. При изменении сил равновесие смещается. Для графического представления рисуется вертикальная линия, а слева и справа от неё стрелками рисуются силы, действующие в сторону желаемого изменения (обычно слева от линии, направленные направо) и противодействующие (справа от линии, справа налево). Может использоваться в том числе при подготовке к переговорам.